# Conalcaea
Conalcaea is een geslacht van rechtvleugeligen uit de familie veldsprinkhanen (Acrididae). De wetenschappelijke naam van dit geslacht is voor het eerst geldig gepubliceerd in 1897 door Scudder.

## Soorten
Het geslacht Conalcaea omvat de volgende soorten:
- Conalcaea cantralli Gurney, 1951
- Conalcaea huachucana Rehn, 1907
- Conalcaea miguelitana Scudder, 1897